# 분자진단학
분자진단학이란 유전자 증폭기술인 PCR 등을 이용해 유전자를 직접 검사하는 것으로, 바이러스나 세균에 감염된 사람의 타액, 혈액 등에서 병원체의 유전자 정보를 담고 있는 DNA, RNA를 추출한 후 증폭하여 질병 감염 여부를 확인한다. 이처럼 질병의 조기 진단을 통한 예방과 효율적인 치료를 가능하게 하는 것이 바로 분자 진단이다.

## 의학적 응용
1) 감염확인
- 배양 검사가 어렵거나 불가능한 경우, 배양검사를 통해 신속하게 진단하기 어려운 경우,SARS 바이러스처럼 변종 바이러스의 출연에 의해 빠르게 전파되는 경우 등에 대해 바이러스나 박테리아에서 유래한 핵산을 분석하는 검사이다.

2) 유전자 검사
- 특정 인체 질환이나 증상을 유발하거나 유발할 수 있는 돌연변이, 표현형, 염색체형을 확인하기 위해 DNA, RNA, 유전자 또는 염색체를 대상으로 수행하는 검사이다.

3) 약물 유전학 검사
- 유전적 차이에 의한 약물의 대사와 반응을 예측하는 검사이다.

## 향후 전망과 과제
-분자진단검사는 질병치료와 건강증진의 기치와 생명공학 기술을 통한 국가경쟁력 강화라는 두 가지 측면에서 매우 중요한 과제라 할 수 있다. 우리나라가 분자진단검사분야에서 경쟁력을 갖추기 위해서는 크게 기술적, 제도적, 윤리적 문제를 극복해야 될 것으로 보인다. 원천기술의 개발은 분자진단검사의 분야에서 절실한 과제 중의 하나이다. 또한 질환에 대한 새로운 표적 유전자를 발굴하는 기초 연구와 이를 진단포맷으로 전환시키려는 노력이 필요할 것이다.

## 참고홈페이지
- 서울대학병원 진단검사의학과 분자진단파트
- 삼성서울병원 진단검사의학과